# Гданцівський чавуноливарний завод
Гда́нцівський чавуноливарний завод побудований у 1890–1892 роках, з ініціативи та під безпосереднім наглядом інженера М. Ф. Шимановського. Призначення заводу — виключно виплавка чавуну, чим цей завод відрізнявся від інших південно-російських металургійних заводів, при яких звичайно зосереджувалося, крім доменного, ще цілий ряд інших більш-менш складних виробництв.
У 1924 році на базі колишнього Гданцівського чавуноливарного заводу були створені центральні механічні майстерні, пізніше відомі як Криворізький завод гірничого машинобудування ВАТ «Криворіжгірмаш» (за радянських часів завод «Комуніст»). Спочатку на заводі ремонтували імпортну гірську техніку, а в 1933 році почався випуск перших радянських перфораторів. Справу про банкрутство ВАТ «Криворіжгірмаш» було порушено в червні 2009 року згідно з заявою самого підприємства.

## Історія

### Заснування
Перші промислові розробки залізної руди почалися на Криворіжжі в 1881 році товариством Криворізьких залізних руд, заснованим в Парижі в цьому ж році (за іншими даними в 1880 році), з готівковим капіталом в 5 000 000 франків, з ініціативи Олександра Поля. На правому березі Інгульця був відкритий рудник. Видобута відкритим способом залізна руда надходила для переплавки, на Донецький завод англійця Юза (400 верст), а пізніше і на Олександрівський завод Брянського акціонерного товариства.

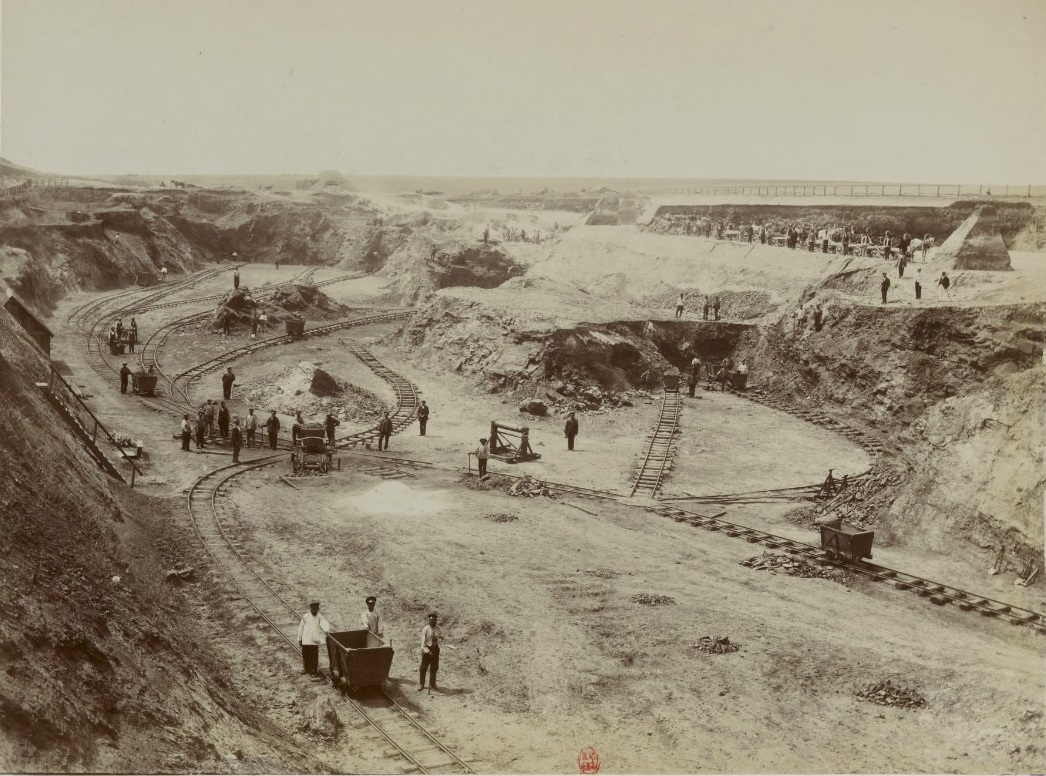
Рудники заводу, 1899.

«Товариство криворізьких залізних руд» зіткнулося з проблемою ефективності свого виробництва: при видобутку руди все частіше зустрічалися бідні руди, тобто мали мале вмісту заліза, всього 42 %. Стало економічно нерентабельно транспортувати бідну залізну руду на великі відстані, і Олександр Поль переконав акціонерів у ідеї побудови заводу. Але реалізувати йому її не вдалося, у зв'язку з раптовою його смертю.
Завод був побудований поблизу Гданцівки. Будівництво велось в період з 1890 по 1892 рік під безпосереднім наглядом інженера польського походження Мартіна Феліксовича Шимановського. Урочисте відкриття заводу відбулося 4 вересня 1892, про що було повідомлено телеграмою на адресу Гірського департаменту Росії, від 6 вересня. Перший чавун завод видав 8 листопада 1892. У 1895 році на заводі влаштовано електричне освітлення та водопостачання заводської території і всіх приміщень. У 1901 році відкрита канатна дорога до Гданцівському заводу.
Призначення заводу складалося виключно у виплавлення чавуну, його переділ на сталь і прокат не вироблявся, ось чим цей завод і відрізнявся від інших південно-російських металургійних заводів, при яких звичайно зосереджувалося, крім доменного, ще цілий ряд інших більш-менш складних виробництв. Кокс для виробництва доставлявся з Орлово-Оленівської копальні суспільства (поблизу станції Алмазна), де було 40 печей системи Коппе (на 1906 не працювали).
На заводі було, на 1906 рік: три доменні печі, кожна об'ємом в 200 куб. метрів, при висоті 18 метрів і добовій продуктивності в 400 пудів; при кожній домні ливарний двір, критий залізом, і повітродувка в 300 сил. На заводі було десять водотрубних парових котлів з поверхнею нагріву в 260 м² кожен. Для приготування коксу було 4 батареї по 20 печей в кожній, системи Коппе. Центральна електрична станція, зразково влаштована. До заводу був влаштований під'їзний шлях від станції Кривий Ріг довжиною 3 вер. 276 саж.; загальна довжина всіх заводських і рудничних шляхів: ширококолійних — 9 вер., вузькоколійних — 5 вер. Рухомий склад налічував 2 паровоза і 4 платформи. Максимальна виплавка чавуну була досягнута в 1900 р, коли було виплавлено 3.227.520 пудів. Кокс доставлявся з Орлово-Оленівської копальні товариства (поблизу станції Алмазна), де було 40 печей системи Коппе.
Для потреб службовців і робітників при заводі було 40 житлових будинків, по 8 квартир в кожному; лікарня на 15 ліжок, при ній лікар і 2 фельдшера; каса; чайна і заводська готель, що виконувала роль клубу.
У 1896 році ГЧЛЗ виплавив близько 1 800 000 пудів чавуну (29484 тонни).
Гданцівський чавуноливарний завод, виплавляв до 3¼ мільйонів пудів чавуну і виробляв вогнетривку цеглу та інші вироби з глини (до 57000 пудів виробів). У 1900 році було виплавлено 3227520 пудів. У 1903 році — трохи більше 2 000 000 пудів. У 1904 році — близько 3 000 000 пудів чавуну, а максимальна продуктивність досягнута в 1912—1913 роках.
Виплавка чавуну склала близько 5 000 000 пудів щорічно, або 2,7 % від загального обсягу виробництва цього виду продукції всіма металургійними підприємствами Півдня Росії.
У 1916 році виплавка товарного чавуну склала менше довоєнної (Перша світова війна) на 7,3 %.

### Завод «Комуніст»
У період громадянської війни Гданцівський чавуноливарний завод був зруйнований. Співробітники та працівники втекли або були знищені махновської вольницею. Відновлений в УРСР, в 1924 році, як Центральні механічні майстерні. Після запуску КМЗ, в 1933 році, завод почав випуск перших радянських перфораторів, скреперних лебідок, скреперів, навантажувальних машин, ємностей для підйому руди, шахтних клітей та іншого обладнання для гірників Союзу. У 1937 році був названий ім'ям республіканської газети «Комуніст».

### Криворізький завод гірничого машинобудування
ВАТ «Криворіжгірмаш» утворений в 1998 році шляхом акціонування державного підприємства. Рішення його банкрутство прийняв господарський суд Дніпропетровської області 23 березня 2013 року і розпочав процедуру ліквідації підприємства (згідно з оголошенням у газеті «Голос України», опублікованого 30 березня). Продукція підприємства експортувалась до Росії, Казахстану, Індії, Угорщині, Франції, Іспанії та в інші країни світу.